# 卡利方 (新澤西州)
卡利方（英語：Califon）是位於美國新澤西州亨特登縣的自治市鎮。

## 人口
根據2020年美國人口普查的數據，卡利方的面積為2.54平方千米，當中陸地面積為2.48平方千米，而水域面積為0.06平方千米。當地共有人口1005人，而人口密度為每平方千米396人。